# ويليام ويلكس
ويليام ويلكس (1865 - 18 فبراير 1940) (بالإنجليزية: William Wilkes)‏ هو لاعب كريكت بريطاني.

## وصلات خارجية
- ويليام ويلكس على موقع إي آس بي آن كريك إنفو (الإنجليزية)